# Лудвиг II (Вюртемберг-Урах)
Лудвиг II (на немски: Ludwig II, Graf von Württemberg; * 3 април 1439, Вайблинген, † 3 ноември 1457, Урах) е от 1450 до 1457 г. граф на Вюртемберг-Урах, граф на Монбеляр.

## Биография
Той е първият син на граф Лудвиг I (1412 – 1450) и Мехтхилд фон Пфалц (1419 – 1482), родена пфалцграфиня при Рейн, дъщеря на курфюрст Лудвиг III от Пфалц.
След ранната смърт на баща му на 23 септември 1450 г. Лудвиг и брат му Еберхард V са под опекунството на чичо им Улрих V (1413 – 1480). Майка му се омъжва на 10 август 1452 г. втори път за Албрехт VI (1418 – 1463), ерцхерцог на Австрия и става ерцхерцогиня на Австрия.
Лудвиг II е обявен за пълнолетен на 13 октомври 1453 г. и поема управлението на 14 години. Той е болен от епилепсия и умира на 18 години през 1457 г.